# Ali Bey ben Youssef
Pour les articles homonymes, voir Ali Bey.
Ali Bey ben Youssef  (en arabe : علي باي بن يوسف), est un bey de Constantine qui règne en août 1807 (1222 de l'Hégire) pendant 1 an, et est assassiné par Ahmed Ben-el-Atrache, envoyé d'Ahmed Chaouch El Kebaïli.

## Biographie
Ali-bey, courageux et serviable, est admis dans la milice privilégiée de l'oudjak d'Alger. Se faisant remarquer pour sa vaillance, le pacha d'Alger le nomme bey de la province de Constantine, à condition qu'il lave l'humiliation, lors de l'expédition menée et ratée contre Tunis, par son prédécesseur Hussein-bey Ben-Salah, dans l'Ouad-Serate au sud du Kef (Tunisie).
Mercenaire, qui avait tenté d'assassiner à la mosquée, Mustapha dey d'Alger, Ahmed-Chaouch, pourchassé trouve refuge à Constantine. Il profite de l'absence du bey, et avec l'aide de Tunis, Ahmed soulève et soudoie les Yoldachs, sorte de milice d'instinct indépendant, en leur rappelant le sort des victimes de l’Ouad-Serate. Suivi d'un pillage de la ville, la horde des révoltés se rendent à la mosquée et tirent sur les prieurs. Ali-bey se réfugie chez Si El-Abbadi mais dénoncé, il sera présenté mains liées, devant Ahmed Chaouch El Kebaïli, qui lui coupera la tête,.